# HOMEFRONT the Revolution
『HOMEFRONT the Revolution』は、Deep Silverが開発したゲームソフト。対応プラットフォームはPlayStation 4、Xbox One、Windows。2011年に発売された『HOMEFRONT』の続編だが、ストーリー設定面では前作との違いも存在する。
日本では2016年5月19日にスパイク・チュンソフトよりPS4、Xbox One版が発売された。

## ストーリー
北朝鮮の起業家が発明した電子機器が世界を席巻する時代。北朝鮮の巨大企業APEXの製品はあらゆる分野でとても優れていて、アメリカでも一般市民から軍までもがAPEXの製品を使用していた。家庭用の情報端末から軍用の兵器まで…。しかし、貿易不均衡でアメリカ経済は衰退。北朝鮮に対する債務が履行できなくなったある日、これらに仕組まれていたトラップがボタン一つで作動し、折しも不況で失業者に溢れていたアメリカはあっという間に崩壊した。
アメリカの再建（と累積債務の回収）を名目に大兵力を展開させるKPAと、その支配体制に加わったアメリカ人の裏切り者の前に、アメリカの自由と正義は失われた。それから4年後の2029年、アメリカを解放せんとするレジスタンスと、アメリカを占領しているKPAの戦いが繰り広げられていた。

## 登場人物
イーサン・ブレイディ
ストーリーモードの主人公。レジスタンスに参加し、フィラデルフィアで戦っていく。
ベンジャミン・ウォーカー
レジスタンスの実力者で、レジスタンスの面々からは尊敬を集め、KPA当局からは危険視されている男。
ジャック・パリッシュ
ウォーカーに次ぐレジスタンスの実力者。弁舌の腕はウォーカーに劣るが、判断力や気配りには長ける。
ダナ・ムーア
レジスタンスの女戦士。攻撃的かつ考えがやや浅い点があるが、戦闘の腕は一流。
サム・バーネット
レジスタンスの医師。穏健派で、レジスタンスの面々や一般市民が犠牲になるのを良しとしない。